# Capnia asakawaena
Capnia asakawaena är en bäcksländeart som beskrevs av Kohno 1952. Capnia asakawaena ingår i släktet Capnia och familjen småbäcksländor. Inga underarter finns listade i Catalogue of Life.